# سلطة جودة البيئة (فلسطين)
سلطة جودة البيئة الفلسطينية هي الجهة الرسمية المسؤولة عن جميع القضايا البيئية في فلسطين. وهي المظلة التي يتم بموجبها إنشاء وتنفيذ جميع الأنظمة والمشاريع والاستراتيجيات البيئية. أنشئت بشكلها الأول «سلطة البيئة الفلسطينية» عام 1996 بمرسوم رئاسي، كسلطة مستقلة إداريًا وماليًا تعنى بشؤون البيئة من جوانبها كافة وتقود عملية تنظيم العمل في المجال البيئي لحمايتها ولصيانتها. وفي عام 1998 تم إنشاء «وزارة شؤون البيئة» ودمج سلطة البيئة الفلسطينية فيها ليكون الاسم الرسمي لها في العام 2002 «سلطة جودة البيئة».

## الأهداف
الهدف الرئيسي للسلطة هو الحفاظ على البيئة الطبيعية واستخدامها السليم. وتسعى إلى صيانتها من خلال خطط لحماية صحة الإنسان والحد من استنزاف الموارد الطبيعية، ومكافحة التصحر، ومنع تفاقم تلوث الهواء والمياه، وتعزيز الوعي البيئي وضمان تحقيق التنمية الحضرية المستدامة.

## النشأة
في 10 ديسمبر 1996، أنشأ رئيس السلطة الوطنية الفلسطينية ياسر عرفات، أول جهة رسمية في السلطة الفلسطينية مسؤولة عن حماية البيئة، وهي سلطة البيئة الفلسطينية (PEAA). التي تم إنشاءها بالتزامن مع اتفاقيات أوسلو التي وافقت على إنشاء عدد من الوزارات والسلطات التي تهدف إلى تخطيط وإدارة وتنفيذ المهام المفيدة بيئيا داخل مناطق السلطة الوطنية الفلسطينية. بحلول نهاية عام 1997، تم الترتيب لدمج سلطة البيئة الفلسطينية ضمن إدارة التخطيط البيئي في وزارة التخطيط الفلسطينية. لاحقًا في أغسطس 1998، عين رئيس السلطة الفلسطينية ياسر عرفات وزير دولة لشؤون البيئة ضمن الحكومة الفلسطينية الثالثة، ومنحه صلاحيات أكثر مما أعطاه الاندماج عام 1997. عام 2002، تم اعتماد اسم سلطة جودة البيئة.

## التمويل
تمول سلطة جودة البيئة داخليًا من موازنة السلطة الوطنية الفلسطينية، أما التمويل الخارجي للمشاريع، فيأتيها عبر برنامج الأمم المتحدة الإنمائي (UNDP)، ومجموعة متنوعة من المنظمات الدولية غير الربحية في الولايات المتحدة والاتحاد الأوروبي.

## المعوقات

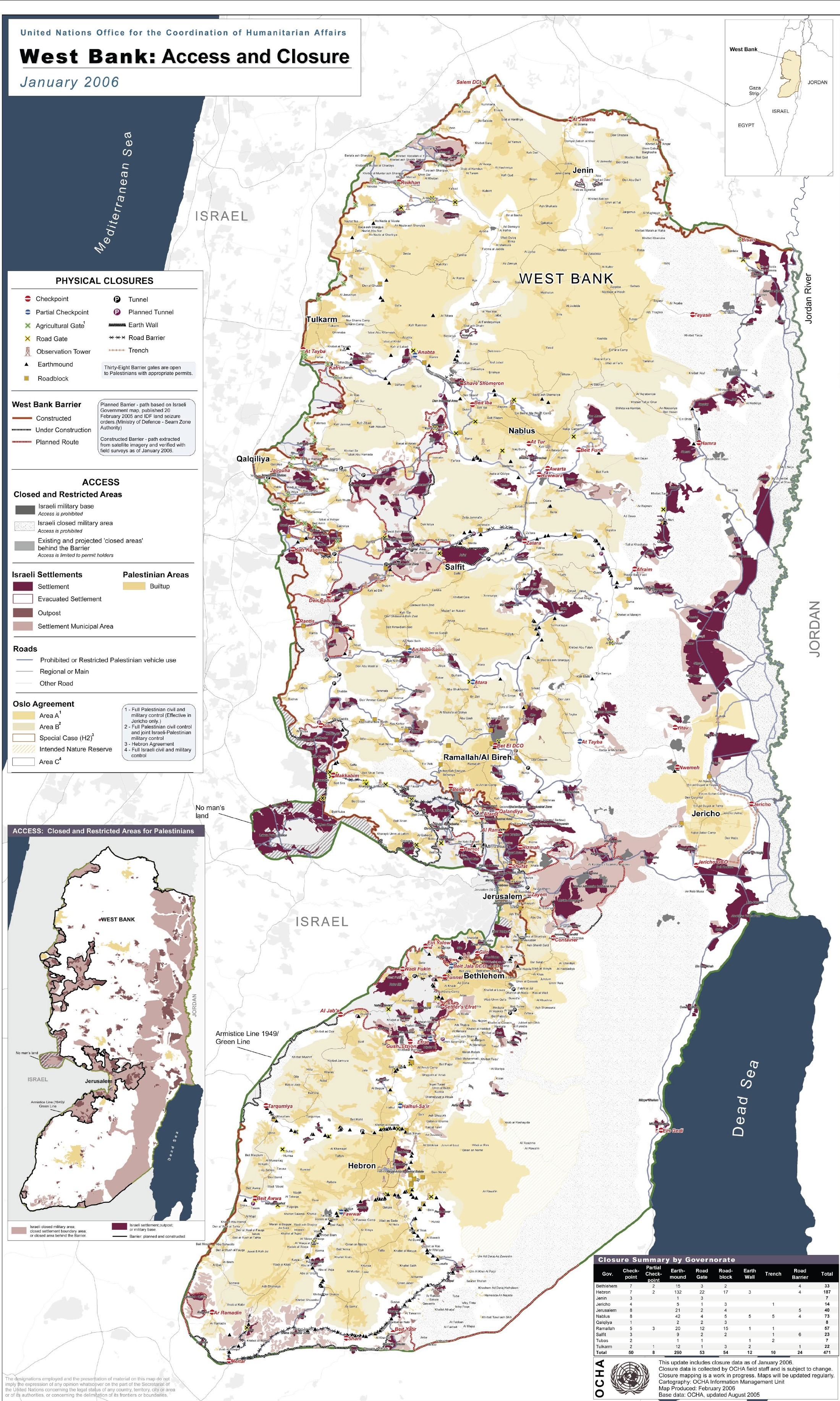
مناطق السلطة الفلسطينية في الضفة الغربية حسب اتفاق أوسلو، حيث يشير اللون الأصفر الغامق (أ) للمناطق ذات السيادة الفلسطينية التامة، بينما اللون الأصفر الفاتح (ب) فهي مناطق ذات سيطرة فلسطينية - إسرائيلية مشتركة، اما اللون الأبيض (ج) فهي مناطق تحت السيطرة الإسرائيلية الأمنية المباشرة. اللون البني يبين التجمعات الاستيطانية الإسرائيلية منذ حرب 1967. بالنسبة لقطاع غزة فهو تحت السيطرة الفلسطينية الكاملة حاليا - بعد انسحاب إسرائيل منه عام 2005 وإخلاء مستوطناتها منه.

على الرغم من تنفيذ سلطة جودة البيئة إلا أن العديد من الأنشطة المخطط لها لم إكمالها نظرًا لعدة أسباب أبرزها حدود السيطرة الإدارية للسلطة الفلسطينية، ونقص التمويل والمعدات المختبرات اللازمة، إضافة إلى نقص الخبراء والفنيين التخصصين.
في قطاع غزة، أدت أزمة الطاقة إلى كارثة إنسانية وبيئية لا يمكن تجنبها بسبب آثارها المدمرة على الصرف الصحي وإنتاج المياه. حيث أن الانقطاع الطويل للطاقة في القطاعات الحيوية، سيؤثر على عمل 190 بئر للمياه التي تغذي سكان القطاع، وستؤثر أيضًا على عمل محطات معالجة مياه الصرف الصحي، وعمل سيارات جمع النفايات الصلبة.

### الاحتلال الإسرائيلي
قسمت اتفاقيات أوسلو مناطق السلطة الوطنية الفلسطينية إلى ثلاث أقسام، هي:
- الأول، منحت فيه السلطة الفلسطينية السيطرة الإدارية والأمنية الكاملة على نحو 18% من مساحة الضفة الغربية، وأطلق عليه اسم المنطقة «أ» أو "A".
- الثاني، منحت فيه السلطة الفلسطينية السيطرة الإدارية دون السيطرة الأمنية على نحو 21% من مساحة الضفة الغربية، وأطلق عليه اسم المنطقة «ب» أو "B".
- الأخير، يخضع للسيطرة الإدارية والأمنية الإسرائيلية، ويشكل 61% من مساحة الضفة الغربية، وأطلق عليه اسم المنطقة "ج" أو "C".

هذا التقسيم لم يمنح السلطة الفلسطينية السيطرة على مناطق "ج" التي تضم المحميات الطبيعية، ولم يمكنها من إنشاء مدافن صحية للنفايات الصلبة، أو حفر للآبار أو إنشاء محطات معالجة مياه الصرف الصحي، حيث أن مناطق «أ» و«ب» لا يمكن تنفيذ هذه المشاريع فيها كونها مكتظة بالسكان والمباني، ويتطلب تنفيذ أي مشروع في مناطق "ج" موافقة الإدارة المدنية الإسرائيلية عليه.

## رؤساء سلطة جودة البيئة
| الترتيب | الاسم                          | صورة | تاريخ البدء   | تاريخ الانتهاء |
| ------- | ------------------------------ | ---- | ------------- | -------------- |
| 1       | يوسف عطا الله إبراهيم أبو صفية |      | 1996          | 2013           |
| 2       | عدالة أتيره (Q119114175)       |      | 5 أبريل 2014  | يوليو 2020     |
| 3       | جميل شفيق عبد الجليل مطور      |      | 14 يوليو 2020 | نهاية عام 2021 |
| 4       | نسرين التميمي (Q119114646)     |      | 15 يناير 2022 | لا تزال        |

## وصلات خارجية
- الموقع الرسمي لسلطة جودة البيئة الفلسطينية.